# Musikjahr 1576
Liste der Musikjahre

◄◄ | ◄ | 1572 | 1573 | 1574 | 1575 | Musikjahr 1576 | 1577 | 1578 | 1579 | 1580 | ► | ►►

Weitere Ereignisse
Dieser Artikel behandelt das Musikjahr 1576.

## Ereignisse

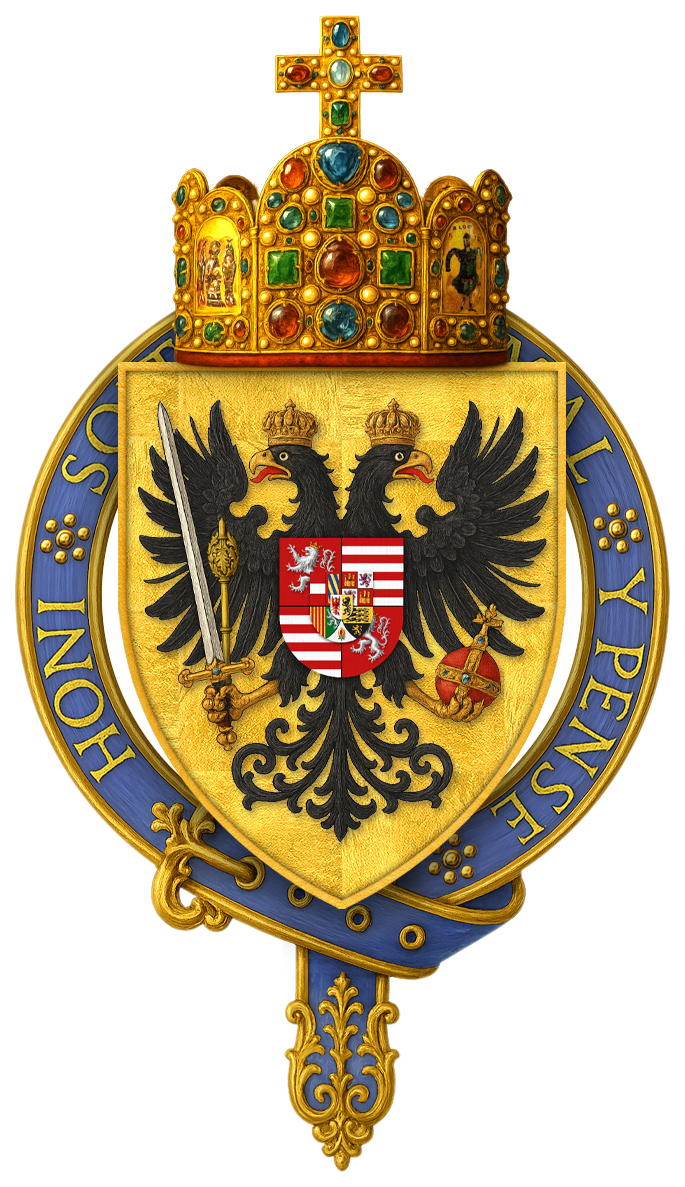
Wappen von Maximilians II.

### Heiliges Römisches Reich

#### Hofkapelle von Kaiser Maximilian II. / Rudolf II.
- Carl Luython, der seit 1566 Chorknabe in der Hofkapelle von Kaiser Maximilian II. war und nach Eintreten des Stimmbruchs offenbar bis 1575 zu einem Studienaufenthalt in Italien weilte, wirkt nach seiner Rückkehr nach Wien wieder in der Hofkapelle und wird ab dem 18. Mai 1576 als „Cammer musicus“ mit einem Monatsgehalt von zehn Gulden in den dortigen Akten geführt. Nach dem Tod von Maximilian II. im gleichen Jahr wird er zwar zusammen mit anderen Mitgliedern der Kapelle offiziell entlassen, wird aber sogleich in den Dienst des Nachfolgers Rudolf II. übernommen.
- Jakob Regnart, der seit 1568 für eine etwa zweijährige Studienreise in Italien weilte, ist seit 1. November 1570 Präzeptor (Musiklehrer) der Kapellknaben der Hofkapelle. 1574 und 1576 veröffentlicht er in Nürnberg seine Kurtzweilige teutsche Lieder zu drei Stimmen.
- Philippe de Monte ist seit 1568 als Nachfolger von Jacobus Vaet Kapellmeister der Hofkapelle Maximilians II. in Wien. Nach dem Tod von Maximilian II. am 12. Oktober 1576 hat ihm sein Nachfolger Rudolf II. die Position eines Kanonikus an der Kathedrale von Cambrai zuerkannt. Der größte Teil seiner über 250 Motetten erscheint zwischen 1572 und 1600 im Druck. 1576 veröffentlicht er seine Il terzo libro de madrigali zu sechs Stimmen.
- Mateu Fletxa el Jove ist Kantor der kaiserlichen Kapelle. Nach Maximilians Tod ernennt ihn Kaiser Rudolf II. zum Abt von Tihany auf der gleichnamigen Halbinsel im Norden des Plattensees in Ungarn.

Wappen des Herzogtums Bayern

#### Bayerischer Reichskreis

##### Herzogtum Bayern
- Franciscus Florius hat seit Herbst 1556 in München an der Hofkapelle von Herzog Albrecht V. eine Anstellung als Hofbassist. Neben seiner Tätigkeit als Sänger ist Florius, zusammen mit dem Hofkopisten Johannes Pollet, auch als Notenkopist eingesetzt. Nach dem Ausscheiden Pollets 1571 ist er zum Hauptkopisten aufgestiegen; diese Stellung hat er bis zu seinem Tod 1588 inne.
- Johannes de Fossa ist seit dem letzten Vierteljahr 1559 Vizekapellmeister der Münchner Hofkapelle. In den vorhandenen Dokumenten wird Fossa allerdings weiterhin nur als Tenorist bezeichnet. Seit 1571 hat er die Aufsicht über die Chorknaben der Kapelle und hat ihnen in seinem Haus Kost und Unterkunft zu geben.
- Giovanni Gabrieli ist in den Jahren 1575 bis 1579 Schüler von Orlando di Lasso.
- Antonius Gosswin, der 1569 Kapellmitglied bei Prinz Wilhelm von Bayern wurde und wegen Finanzproblemen des Münchner Hofs bald entlassen wurde, ist seit 1570 wieder ein Angestellter der Kapelle. Orlando di Lasso erbittet bei Prinz Wilhelm ein Empfehlungsschreiben für den Komponisten; mit diesem (vom 17. Juli 1576) ausgestattet reist Gosswin zum Reichstag nach Regensburg. Als er nach München zurückkehrt, wird er zum Organisten an der Kirche St. Peter berufen.
- Gioseffo Guami, der sich zwischen 1550 und 1560 in Venedig aufgehalten haben und dort Schüler von Adrian Willaert und Annibale Padovano gewesen sein soll, wirkt seit 1568 in München, wo er zum Hoforganisten berufen wird. Guami wirkt hier bis etwa 1579.
- Orlando di Lasso ist seit 1563 Kapellmeister der Münchner Hofkapelle. Zu Orlandos Aufgaben gehören u. a. Reisen durch Europa zur Anwerbung neuer Musiker, die Unterrichtung der Chorknaben, die teilweise sogar in seiner Familie leben, Proben mit den Musikern und die Komposition zahlreicher neuer Werke.

Wappen des Herzogtums Brabant

#### Burgundischer Reichskreis

##### Markgrafschaft Antwerpen
- Jean de Castro, der in den späten 1560er Jahren nach Antwerpen ging und offenbar zeitweise als musikalischer Berater des Verlegers Pierre Phalèse gewirkt hat, lebt hier bis November 1576. Im November 1576 zerstören aufständische spanische Soldaten die Stadt Antwerpen teilweise, und Castro flüchtet auf dem Weg über Deutschland nach Frankreich.
- Séverin Cornet, der seit 1564 in Mechelen an der St.-Rombouts-Kathedrale tätig war, ist seit 1572 der Nachfolger von Gérard de Turnhout als Kapellmeister der Kathedrale von Antwerpen.
- Noé Faignient, der 1561 das Bürgerrecht in Antwerpen erhalten hat, wirkt seitdem hier als Musiklehrer. Erst im Jahr 1992 wurde ein Antwerpener „certificaat“ vom 17. Februar 1576 veröffentlicht, in dem auf folgende Weise von Noé Faignient die Rede ist: „Noel Faeynient, sangmeester alhier, woonende by de Nyeuwe Borsse alhier, oudt omtrement XXXIX jaren“ (somit 1576 etwa 39 Jahre alt), woraus sich sein ungefähres Geburtsjahr ergibt.

##### Herzogtum Brabant
- Jan van Wintelroy, der seit dem 19. Juli 1551 Chorleiter der Marienbruderschaft (niederländisch: Illustre onze liewe vrouwe broederschap) in ’s-Hertogenbosch war und diese Aufgabe über 20 Jahre lang bis zum 30. Juni 1574 ausgeübt hat, ist danach noch weiterhin zuständig für die musikalische Intonation der Kapelle der Bruderschaft. Jan van Wintelroy verstirbt nach 1576.

Wappen Brandenburg-Ansbach

##### Grafschaft Flandern
- George de La Hèle, der seit 1572 als Chorleiter an der Kirche St. Rombaut in Mecheln gewirkt hatte, ist in dieser Funktion seit 1574 an die Kathedrale von Tournai tätig. In einem Cäcilien-Wettbewerb der Stadt Évreux im Jahr 1576 bekommt La Hèle Preise für seine Motette Nonne Deo subiecta erit anima mea und für sein Chanson Mais voyez mon cher esmoy.
- Andreas Pevernage, der seit 17. Oktober 1563 Kapellmeister an der Kirche Notre-Dame in Courtrai ist und 1564 zusätzlich eine Pfründe an Sankt Willibrordus in Hulst erhalten hat, übt die Kapellmeisterstelle bis 1577 aus. In den Jahren 1570 bis 1576 widmet der Komponist sieben Stücke den jährlich wechselnden Vorständen der Cäcilien-Bruderschaft, die das gottesdienstliche Leben unterstützen.
- Laurent de Vos, der seit 1566 Musikdirektor und verantwortlicher Leiter der Chorknaben an der Kathedrale Cambrai war, ist seit 1570 wahrscheinlich Countertenor an der St.-Donatus-Kirche in Brügge.

##### Grafschaft Holland
- Jan Pieterszoon Sweelinck, der älteste Sohn des Organisten Pieter Swibbertszoon und seiner Frau Elske Jansdochter Sweeling, lebt in Amsterdam.

#### Fränkischer Reichskreis

Wappen der Stadt Nürnberg. Großes Stadtwappen

##### Markgraftum Brandenburg-Ansbach
- Teodoro Riccio, der nach seiner Ausbildung als Kirchenmusiker als Kapellmeister der Kirche Santa Nazaro in seiner Heimatstadt Brescia tätig war, erhält 1575 den Ruf zur Übernahme der Stelle des Hofkapellmeisters in Ansbach. 1576 veröffentlicht er in Nürnberg das erste Buch seiner Sacrae Cantiones.

##### Reichsstadt Nürnberg
- Leonhard Lechner, der bis zirka 1570 als Sängerknabe am bayerischen Hof zu Landshut angestellt war, hält sich spätestens seit 1575 in Nürnberg auf. Hier hat er bis 1584 das untergeordnete Amt eines „Schulgehilfen“ an der St.-Lorenz-Schule inne. Er heiratet am 8. Oktober 1576 die Witwe des Stadtpfeifers Friedrich Kast, Dorothea Kast, geborene Lederer. 1576 erscheint die zweite Auflage seiner Sammlung Motectae sacrae mit eigenen Kompositionen und die erste Auflage seiner Neue teutsche Lieder […] Nach Art der Welschen Villanellen zu drei Stimmen. Ferner bearbeitet er die 1576 bis 1579 in Nürnberg gedruckte Liedersammlung seines Zeitgenossen Jakob Regnart.

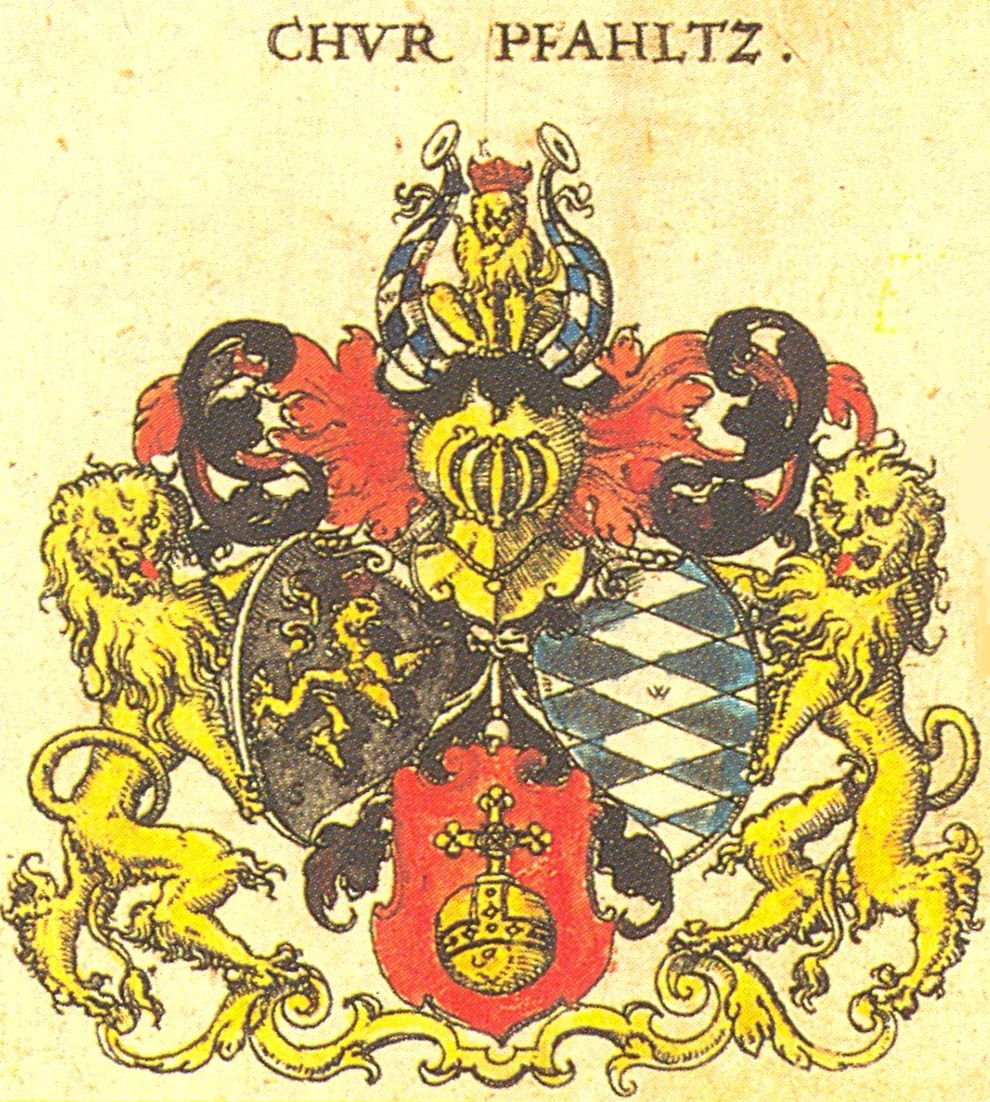
Wappen der Kurpfalz

#### Kurrheinischer Reichskreis

##### Kurpfalz
- Bartholomäus Agricola erhält seine musikalische Ausbildung in seiner Heimatstadt Amberg, wo der Komponist Mathias Gastritz als Organist an St. Martin wirkt. Agricolas früheste bekannte Kompositionen stehen in einem Karlsruher Chorbuch von 1575 bis 1585.
- Mathias Gastritz, der am 22. Dezember 1561 zum Organisten der Stadt Amberg bestellt wurde, wirkt fast 30 Jahre lang in den Diensten der Stadt.

#### Niederrheinisch-Westfälischer Reichskreis

##### Reichsstadt Aachen
- Johannes Mangon, der von 1562 bis 1570 an der Kirche in Lüttich als Succentor gewirkt hatte und während dieser Zeit möglicherweise schon zeitweise den Domchor in Aachen geleitet hat, ist nachweislich von 1572 bis 1577 Leiter des Aachener Domchores.

Wappen des Fürstentum Braunschweig-Wolfenbüttel

##### Vereinigte Herzogtümer Jülich-Kleve-Berg
- Martin Peudargent ist Hofkomponist in den Diensten von Wilhelm V. von Jülich-Kleve-Berg.

#### Niedersächsischer Reichskreis

##### Erzstift Magdeburg
- Sethus Calvisius, der seit 1569 die Schule in Frankenhausen besucht hatte, geht seit 1572 in Magdeburg zur Schule. Hier erbettelt und erwirbt er sich im Kirchendienst die finanziellen Mittel, um ab 1579 ein Studium aufnehmen zu können.
- Leonhart Schröter, der von 1545 bis 1547 die Fürstenschule in Meißen besucht hatte, wirkt danach von 1561 bis 1576 als Stadtkantor in Saalfeld. 1576 wechselt Schröter als Kantor an die Altstädter Lateinschule in Magdeburg, wo er bis zu seiner Emeritierung 1595 verbleibt.

##### Fürstentum Braunschweig-Wolfenbüttel
- Johann Zanger der Ältere, der seit 1553 Pfarrer an der Petrikirche in Braunschweig war, ist seit 1571 Pfarrer an der Martinikirche.

##### Herzogtum Mecklenburg-Schwerin
- Thomas Mancinus, der seit 1567 an der Universität Rostock studiert hatte und im Januar 1572 durch Herzog Johann Albrecht von Mecklenburg-Schwerin als Schulkantor angestellt wurde, ist seit 1573 Nachfolger von Johannes Flamingus als Kapellmeister der heutigen Staatskapelle Schwerin. Im Februar 1576 beruft ihn Herzog Ulrich als Komponist und Kapellmeister nach Güstrow.

##### Hamburg
- Jacob Praetorius der Ältere, der wahrscheinlich in seiner Heimatstadt Magdeburg Unterricht von Martin Agricola erhielt, ist von 1555 bis zu seinem Tod 1586 als Organist und Kirchenkomponist an zwei Kirchen in Hamburg nachweisbar.

Wappen des Fürstentums Anhalt

#### Obersächsischer Reichskreis

##### Fürstentum Anhalt
- Gallus Dreßler wirkt ab 1575 – nachdem 1574 die Philippisten unter Kurfürst August von Sachsen aus Sachsen vertrieben wurden – als Diakon an der St.-Nikolai-Kirche in Zerbst, in welchem Amt er 1581 verstorben zu sein scheint.

##### Kurfürstentum Sachsen
- Elias Nikolaus Ammerbach, der von 1548 bis 1549 an der Universität Leipzig studiert hatte, wirkt danach, vermutlich bis an sein Lebensende, als Thomasorganist an der Thomaskirche.
- Joachim a Burck, der ab 1563 Kantor an der Lateinschule in Mühlhausen war, ist seit 1566 Organist an der Kirche Divi Blasii in Mühlhausen. Daneben ist er als Geschichtsschreiber und öffentlicher Notar tätig.
- Wolfgang Figulus ist von 1551 bis zu seiner Pensionierung 1588 Kantor und Lehrer an der Fürstenschule in Meißen. Er unterrichtet die Fächer Musik, Latein und Religion und sorgt für die musikalische Gestaltung der Gottesdienste in der Afrakirche. Seine Frau und drei Söhne sowie drei Töchter sterben im Winter 1576/77 an der Pest.
- Johannes Flamingus, der seit 1571 als Nachfolger von David Köler Hofkapellmeister und Leiter der „Hof-Cantorej“ von Herzog Johann Albrecht I. von Mecklenburg-Schwerin war, scheint Schwerin 1573 verlassen zu haben und ist als Kantor in Zwickau tätig.
- Mattheus Le Maistre, der seit 1554 sächsischer Hofkapellmeister als Nachfolger von Johann Walter war und 1565 aus Gesundheitsgründen um seine Entlassung gebeten hat, lebt vermutlich in Dresden. Le Maistre bleibt mit dem Hof in Dresden Zeit seines Lebens verbunden und führt den Titel des Hofkapellmeisters bis zu seinem Tod im Frühjahr 1577.
- Rogier Michael, der von 1572 bis 1574 die Stelle eines Tenorsängers in Ansbach an der Hofkapelle von Markgraf Georg Friedrich von Brandenburg-Ansbach bekleidete, hat am 1. Februar 1575 auf Empfehlung von Aemilia von Sachsen, der Schwester von Kurfürst August von Sachsen, eine Stelle als Sänger und Musiker an der Dresdener Hofkapelle angetreten.
- Antonio Scandello, der seit 1566 Vizekapellmeister der Dresdner Hofkapelle war und als „zugeordneter Moderator“ dem altersschwachen Mattheus Le Maistre unterstand, ist seit 1568 Hofkapellmeister und übt diese Aufgabe bis zu seinem Tod 1580 aus. 1576 erscheint in München seine Missae sex, eine verlorene, vermutlich beim Münchner Drucker Adam Berg gedruckte Sammlung mit sechs fünf- und sechsstimmigen Messen, die sich jedoch in einer Abschrift aus Breslau erhalten hat.
- Nikolaus Selnecker, der seit dem Jahreswechsel 1573/1574 wieder Professor in Leipzig ist, wird 1576 zusätzlich Pfarrer an der Thomaskirche und Superintendent, dazu auch Domherr am Meißner Dom.

Wappen des Erzherzogtums Österreich

#### Österreichischer Reichskreis

##### Erzherzogtum Österreich
- Blasius Amon ist seit ca. 1568 Sängerknabe an die Hofkapelle von Erzherzog Ferdinand II. in Innsbruck. Er erhält unter den Kapellmeistern Wilhelm Bruneau (tätig von 1564 bis 1584) und Alexander Utendal (tätig von 1564 bis 1581) eine gründliche musikalische Ausbildung, die er auf Studienreisen vervollkommnet. Vor allem sein Aufenthalt in Venedig von 1574 bis 1577 hinterlässt in seinem Schaffen Spuren. Er bringt nicht nur die dort üblichen Modulationen, sondern auch die venezianische Doppelchörigkeit in seine Heimat mit.
- Johannes de Cleve, der seit 1564 Hofkapellmeister in der neuen von Erzherzog Karl II. (1540–1590) gegründeten Hofkapelle in Graz war und dieses Amt sechs Jahre lang ausgeübt hat, lebt danach wahrscheinlich in Wien. Erzherzog Karl hat de Cleves Verdienste um die Hofkapelle bei seinem Ausscheiden mit einer lebenslangen jährlichen Pensionszahlung von 200 Gulden honoriert, allerdings mit der Verpflichtung, dass de Cleve weiterhin Kompositionen für die Hofkapelle liefern sollte. Es gibt einen Brief de Cleves vom 14. März 1576 an Johann Rasch, den Organisten der zum Wiener Schottenkloster gehörigen Liebfrauenkirche, in dem er bittet, „die 600 Gulden zu erheben, da er im nächsten Sommer und auf einige Jahre sich gern an einem anderen Ort versuchen möchte“.
- Simone Gatto, der seit 1568 am Hof in München als Posaunist wirkte, setzt seine berufliche Laufbahn seit 1572 in Graz fort. In der dortigen Hofmusikkapelle wirkt er zunächst als Bläser.
- Lambert de Sayve, der am 1. Februar 1569 das Amt eines Singmeisters an der Abtei Melk angetreten hatte und zusammen mit anderen Kapellmitgliedern nach Spanien gereist war, um bei der Hochzeit von Anna Maria von Österreich mit König Philipp II. von Spanien am 12. November 1570 mitzuwirken, setzt nach Rückkehr von der eineinhalb Jahre dauernden Reise seine Tätigkeit in Melk bis 1576 fort. Als nach dem Regierungsantritt von Maximilians Nachfolger Rudolf II. im Jahr 1576 die Kapelle umgruppiert wird, endet auch de Sayves Dienst in Melk.
- Alexander Utendal, der seit 1564 Alt-Sänger in der Kapelle von Erzherzog Ferdinand II. war, ist hier seit Ende 1572 Kapellknaben-Praezeptor und damit Vizekapellmeister.

#### Schwäbischer Reichskreis

##### Fürststift Kempten
- Jacobus de Kerle, der bis 1574 in Augsburg als Domorganist tätig war und am 14. Juli 1574 um seine Entlassung aus dem Organistenamt gebeten hatte, ist wahrscheinlich im Fürststift Kempten tätig. Er widmet Fürstabt Eberhard von Stain in Kempten eine Komposition, und zusätzlich hat ihn der Abt des Klosters Weingarten mit einem Empfehlungsschreiben befürwortet. Es ist nicht überliefert, ob die Aktion erfolgreich war; für eine Kemptener Tätigkeit spricht aber, dass er erst am 28. März 1579 in das Cambraier Kapitel aufgenommen wird.

Wappen Württembergs

##### Herzogtum Württemberg
- Ludwig Daser ist seit 1572 und bis zu seinem Ableben 1589 Kapellmeister der Hofkapelle Stuttgart.
- Balduin Hoyoul, der im Jahr 1561 im Alter von etwa 13 Jahren als Diskant-Sänger in den Chor der Stuttgarter Hofkapelle unter Ludwig Dasers Leitung eingetreten war und 1564/65 für zwei Jahre als Schüler zu Orlando di Lasso nach München geschickt wurde, wirkt nach seiner Rückkehr wieder als Altist und Komponist der Stuttgarter Hofkapelle.
- Simon Lohet ist seit dem 14. September 1571 Organist der württembergischen Hofkapelle in Stuttgart. Es ist auch Lohets Aufgabe, die Instrumente der Hofkapelle zu verwalten. In den einschlägigen Dokumenten sind für die Jahre 1572, 1573 und 1576 Reisen des Komponisten in die damaligen südlichen Niederlande (Antwerpen) zur Beschaffung von Musikalien vermerkt.

##### Hohenzollern-Sigmaringen
- Melchior Schramm, der 1572 für zwei Jahre Organist an der neuerrichteten Stiftskirche des Damenstifts in Hall war, wird im Jahr 1574 als Organist und Hofkapellmeister an den Hof Hohenzollern-Sigmaringen berufen, wo er an dem jungen Hof unter Graf Karl II. von Hohenzollern-Sigmaringen die Hofkapelle neu aufbaut und bis 1596 leitet. 1576/1577 veröffentlicht er in Nürnberg seine Sacrae Cantiones quinque et sex vocum.

##### Reichsstadt Augsburg
- Johannes Eccard wird nach einem kurzen Aufenthalt in seiner Heimatstadt Mühlhausen (1573/74) von Jakob Fugger als Organist nach Augsburg berufen, wo er bis längstens 1579 wirkt.

##### Reichsstadt Dinkelsbühl
- Michael Tonsor wirkt von ungefähr 1567 bis 1588 als Organist an der St. Georgskirche in Dinkelsbühl.

Wappen des Herzogtums Mailand

#### Nicht eingekreiste zum Heiligen Römischen Reich zugehörige Territorien und Stände

##### Alte Eidgenossenschaft
- Samuel Mareschall hat sich für die Jahre 1576 und 1577 an der Universität Basel zum Studium eingeschrieben.

##### Herzogtum Mailand
- Matthias Hermann Werrecore, der von August bis Dezember 1559 beim Domchor in Mailand als Tenorsänger tätig war und danach vermutlich in Mailand gelebt hatte, ist nach dem Jahr 1574 verstorben. Der letzte Beleg über ihn ist vom 9. Dezember 1574, in dem es um die Schenkung von drei Kisten Wein seitens des Domkapitels geht. In den Mailänder Sterbebüchern von 1574 bis 1587 ist sein Name nicht aufgeführt, jedoch sind Teile dieser Bücher für die Jahre 1576, 1577 und 1579 verloren gegangen, so dass die Musikforscher heute davon ausgehen, dass Matthias Hermann Werrecore im Jahr 1576 der damaligen Pestepidemie zum Opfer gefallen ist.

Flagge von Mantua 1575–1707

##### Herzogtum Mantua und Markgrafschaft Montferrat
- Ippolito Baccusi ist ab etwa 1576 bis 1589 als Kapellmeister am Dom zu Mantua tätig.
- Girolamo Cavazzoni ist Organist in der Hofkirche Santa Barbara des Palazzo Ducale in Mantua, wo er bis 1577 wirkt.
- Giovanni Giacomo Gastoldi, der in Mantua als Chorknabe an der Basilika Santa Barbara seine musikalische Ausbildung erhielt, Theologie studierte und seit 1572 Subdiakon war, ist seit 1574 Diakon und seit 1575 Priester. Gastoldi erhält Pfründe, damit verbunden ist die Verpflichtung, den Chorknaben Gesangsunterricht zu geben. Als Mitglied der Kapelle beteiligt er sich an der Komposition des vom Herzog Guglielmo Gonzaga (der sich auch selber als Komponist betätigt) gewünschten Repertoires.
- Giaches de Wert, der von 1563 bis 1565 den Dienst eines Kapellmeisters für die kaiserlichen Gouverneure in Mailand versehen hatte, wirkt spätestens seit September 1565 als Kapellmeister an der neu gebauten Basilika Santa Barbara in Mantua, der Hofkirche der Gonzaga-Herzöge, nachdem er dorthin für das erste Barbara-Fest am 4. Dezember 1564 eine neue von ihm komponierte Messe geschickt hatte. In dieser Stellung bleibt er bis zu seinem Tod. Er ist auch als prefectus musicorum für die weltliche Musik am Hof von Herzog Guglielmo Gonzaga in Mantua zuständig. Der Komponist ist in seinen ersten Jahren in Mantua Feindseligkeiten und Intrigen ausgesetzt, die von seinem Konkurrenten Agostino Bonvicino († 1576) ausgehen und in die auch Giaches’ Frau Lucrezia verwickelt ist.

##### Herzogtum Modena und Reggio
- Girolamo Diruta ist seit 1574 Mitglied des Minoritenklosters in Correggio. Er erhält seine musikalische Ausbildung zum Organisten von Batista Capuani.
- Luzzasco Luzzaschi, der seit Mai 1561 Organist und seit 1564 herzoglicher Hoforganist am Hof des Herzogs Alfonso II. d’Este war, ist seit 1574 – als Nachfolger Afonso della Violas (auch dalla Viola genannt) – Leiter der Instrumentalmusik des Herzogs von Ferrara. Seit 1572 bekleidet er zusätzlich das Organistenamt am Ferrareser Dom.

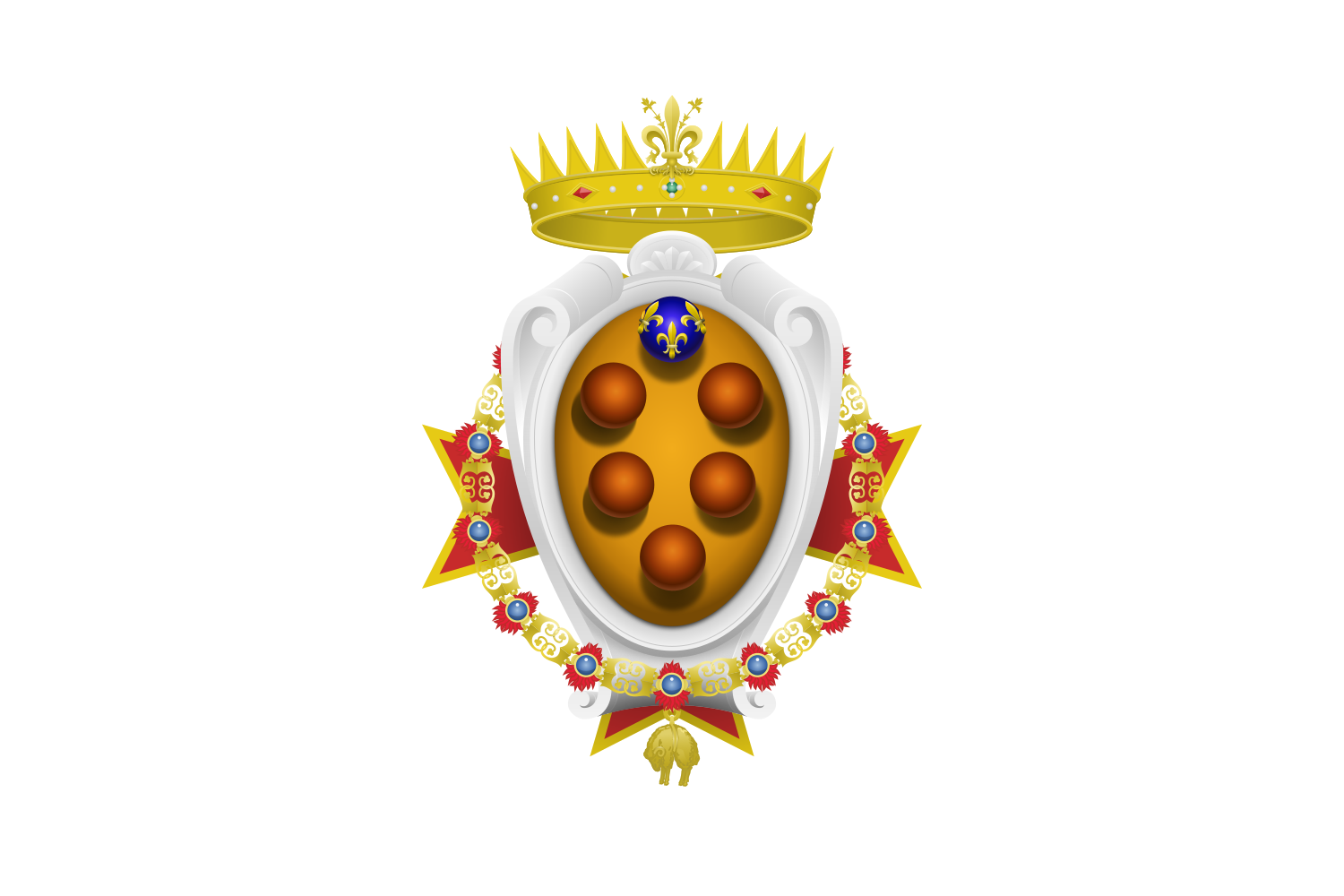
Wappen des Großherzogtums Toskana

##### Herzogtum Toskana
- Paolo Aretino, der bis 1547 als Kantor am Dom von Arezzo gewirkt hat, ist danach bis zu seinem Tode im Jahr 1584 an Santa Maria della Pieve, ebenfalls in Arezzo, tätig.
- Giulio Caccini, der wahrscheinlich Mitglied im Knabenchor der Cappella Giulia des Petersdoms und von Oktober 1564 bis November 1565 Gesangsschüler von Giovanni Animuccia war, wirkt seit dem 29. April 1566 am Hof des Großherzogs Ferdinando I. de’ Medici in Florenz.
- Nicolao Dorati wirkt seit 1543 in der Stadtkapelle von Lucca, zunächst als Posaunist und seit 1557 für über zwanzig Jahre als Kapellmeister.
- Vincenzo Galilei, der seit 1560 in Pisa lebt und seit 1562 mit Giulia Ammannati (gestorben 1620) aus einer angesehenen Familie von Tuchhändlern verheiratet ist, übersiedelt Anfang der 1570er Jahre nach Florenz und widmet sich ganz der Musik. In Florenz ist er Mitglied der Florentiner Camerata des Grafen Giovanni de’ Bardi, einer Gruppe, die sich die Wiederbelebung antiker Vorbilder zum Ziel gesetzt hat.
- Cristofano Malvezzi, der seit 1571 als Kapellmeister am Baptisterium San Giovanni gewirkt hatte, ist seit 1574 – in der Nachfolge seines Vaters – Organist an San Lorenzo.
- Giovanni Piero Manenti, der im Juni 1571 – nach dem Tode von Francesco Corteccia – Kapellmeister an S.Giovanni geworden war, dieses Amt aber bereits nach sechs Monaten niedergelegt hatte, ist Organist an der Kathedrale von Florenz, ein Amt, das er bis zu seinem Tod 1597 ausübt. Manenti ist ebenfalls als Musiker am Hof der Medici tätig und komponiert zumindest ein Werk für die „Compagnia di S.Giovanni Evangelista“ in Florenz.
- Alessandro Striggio der Ältere, der aus einem Aristokratengeschlecht entstammt, hält sich vermutlich in Florenz auf, wo er um 1560 die ersten Kontakte zu den Medici geknüpft hatte. In den 1570er-Jahren schließt er eine Freundschaft mit Vincenzo Galilei. Ob er auch Mitglied der Florentiner Camerata war, ist nicht geklärt.

##### Königreich Böhmen
- Szymon Bar Jona Madelka lebt seit ungefähr 1575 in Pilsen, wo er Mitglied der Fleischerzunft ist.

Wappen von Elisabeth I.

### Königreich England und Irland

#### Chapel Royal von Elisabeth I.
- John Bull, der 1573 Kapellknabe an der Hereford Cathedral war, ist wahrscheinlich schon seit 1574 Mitglied der Children of the Chapel Royal, wo der Organist John Blitheman sein Lehrer wird.
- William Byrd ist seit 1570 „Gentleman of the Chapel Royal“ und übt zusammen mit Thomas Tallis das Organistenamt aus.
- William Mundy, der 1543 Mitglied im Chor von Westminster Abbey wurde und später für verschiedene Kirchengemeinden arbeitete, ist seit 1563 Mitglied der Chapel Royal, an der er bis zu seinem Tode 1591 verbleibt.
- Thomas Tallis, der 1543 zum „Gentleman of the Chapel Royal“ in London ernannt wurde, bekleidet dieses Amt in den folgenden 40 Jahren.

#### London
- Peter Philips bekommt seine erste musikalische Ausbildung 1572 bis 1578 als Chorknabe an der St. Paul'sCathedral in London unter Sebastian Westcott († 1582). Er lebt bis zu Westcotts Tod 1582 in dessen Haus.

Wappen Frankreichs 1515–1578

### Königreich Frankreich

#### Chapelle Royale von Heinrich III.
- Eustache du Caurroy ist seit 1570 zunächst als Sänger im Dienst des französischen Königs Karl IX. tätig und wird bald als Komponist bekannt. 1575 und 1576 gewinnt er den Kompositionswettbewerb von Evreux, unter anderem mit der Motette Tribularer si nescirem.

#### Évreux
- Guillaume Costeley, der nach seiner Ausbildung von 1560(?) bis 1570 Hoforganist am Hof von Karl IX. war, wirkt danach bis zu seinem Ableben 1606 in Évreux als Komponist und ist dort Mitglied der Bruderschaft Sainte Cécile.

#### Paris
- Pierre-Francisque Caroubel lebt ab 1576 in Paris.
- Adrian Le Roy lebt in Paris und ist musikalischer Leiter des von ihm mit seinem Vetter Robert Ballard 1551 gegründeten Musikverlags Le Roy & Ballard.

### Italienische Staaten

#### Herzogtum Urbino
- Leonard Meldert, der bis zum Tod des Herzogs Guidobaldo II. della Rovere in Urbino 1574 an dessen Hof aktiv war, ist anschließend mit großer Wahrscheinlichkeit in Ravenna in die privaten Dienste von Giulio Feltrio della Rovere, Kardinal von Urbino und Erzbischof von Ravenna getreten.

Wappen des Kirchenstaates

#### Kirchenstaat
- Ghinolfo Dattari erhält ab Februar 1555 in Bologna eine Anstellung als Sänger in der Kapelle von San Petronio, die er 62 Jahre lang, bis zu seinem Tode ausübt.
- Giovanni de Macque, der in jungen Jahren an der Hofkapelle in Wien als Sängerknabe ausgebildet wurde und ab 1563 seine Ausbildung am Wiener Jesuitenkolleg fortgesetzt hatte, hält sich 1576 in Rom auf. In einer Veröffentlichung aus dem Jahr 1576 bezeichnet er Philippe de Monte, der sich um diese Zeit in Rom aufhält, als seinen Lehrer. 1576 widmet de Macque seine erste eigene Sammlung von Madrigalen Il primo libro de madrigali a sei voci dem Richter am päpstlichen Gerichtshof, Serafino Oliviero Razzali, der ihn vermutlich besonders gefördert hat. Außerdem veröffentlicht er 1576 in Venedig sein Motectorum quinque, sex et octo vocum, liber primus.
- Tiburtio Massaino, der zuvor ein Augustiner-Mönch in Piacenza war, ist seit 1571 maestro di cappella von Santa Maria del Popolo in Rom. 1576 erscheinen seine Werke Concentus in universos psalmos … in vesperis omnium festorum per totum annum frequentatos und Motectorum liber primus.
- Giovanni Maria Nanino, der seit mindestens Juni 1569 Kapellmeister der päpstlichen Basilika Santa Maria Maggiore in Rom war, wechselt im Sommer 1575 in das Amt des Kapellmeisters von San Luigi dei Francesi, wo er seitdem den Chor von acht erwachsenen Sängern und zwei bis zeitweilig vier Sängerknaben leitet.
- Giovanni Pierluigi da Palestrina, der seit 1565 musikalischer Leiter und Lehrer des Seminario Romano, einer Ausbildungsstätte des Priesternachwuchses war, übt diese Stelle – nachdem Giovanni Animuccia Ende März 1571 verstorben war – seitdem zum zweiten Mal aus. Palestrina ist auch für die Arciconfraternita della Santissima Trinità dei Pellegrini e Convalescenti aktiv, eine damalige römische Frömmigkeitsbewegung, für die er 1576 und 1578 musikalische Beiträge liefert.
- Paolo Quagliati, der nach seiner musikalischen Ausbildung 1574 nach Rom gezogen ist, wirkt hier als Organist in verschiedenen Kirchen.
- Simone Verovio lebt spätestens seit 1575 in Rom.
- Tomás Luis de Victoria, der in Rom das Collegium Germanicum – das Priesterseminar der Jesuiten – absolviert hatte, hat seit 1571 als moderator musicae die Leitung der Kapelle des Collegiums in der Nachfolge von Palestrina.

Wappen der Republik Venedig (697–1797)

#### Königreich Neapel
- Giovanni Domenico da Nola wirkt seit Februar 1563 bis zu seinem Tod als Maestro di cappella an der BasilikaSantissima Annunziata Maggiore in Neapel. In dieser Funktion lehrt er auch die Mädchen des Waisenhauses der Annunziata und die Diakone des Priesterseminars Gesang.
- Antonio Valente wirkt von 1565 bis 1580 als Organist an Sant’Angelo a Nilo in Neapel. Hier erscheint 1575 sein Intavolatura de Cimbalo libro primo.

Wappen Polen-Litauen

#### Republik Venedig
- Costanzo Antegnati, der am besten bekannte Spross der verzweigten italienischen Orgelbauerfamilie Antegnati, bekommt seine musikalische Ausbildung bei Girolamo Cavazzoni und ist seit dem Jahr 1570 Orgelbau-Mitarbeiter seines Vaters Graziadio Antegnati des Älteren (1525–1590) in Brescia.
- Valentin Bakfark, der von Padua nach Venedig übersiedelt war, stirbt am 15. August 1576 an der Pest.
  - Giovanni Bassano tritt zuerst 1576 als Instrumentalmusiker an San Marco in Venedig in Erscheinung. Dort erwirbt er schnell einen Ruf als einer der besten Instrumentalisten in Venedig.
  - Giovanni Cavaccio, der in seiner Jugend Sänger an der Münchener Hofkapelle gewesen sein soll und sich danach vermutlich in Venedig und Rom aufgehalten hat, kehrt 1576 als Sänger nach Bergamo zurück.
- Giovanni Croce wirkt seit 1565 als Chorknabe und Sänger am Markusdom in Venedig.
- Baldissera Donato ist seit 1550 als Sänger – zunächst an San Marco in Venedig – aktiv und wirkt auch in der Ausbildung der Sänger.
- Andrea Gabrieli ist wahrscheinlich seit Jahresanfang 1566 als Organist an San Marco tätig, einer herausragenden Position in der Musikwelt Italiens, in der er bis zu seinem Lebensende bleiben wird. An San Marco entwickelt er, gefördert durch die einzigartige Akustik des Doms, seinen originalen Kompositionsstil der zeremoniellen Mehrchörigkeit und des konzertanten Stils, der später von seinem Neffen Giovanni Gabrieli weiter entwickelt wird. 1576 veröffentlicht er in Venedig bei Angelo Gardano sein Ecclesiasticum Cantionum quatuor vocum omnibus sanctorum solemnitatibus deservientium. Liber primus.
- Florentio Maschera, der seine erste Anstellung als Organist im Kloster Santo Spirito in Isola vor Venedig erhielt, ist seit 22. August 1557 Organist an der Kathedrale von Brescia.
- Claudio Merulo ist seit dem Jahr 1566 als Nachfolger von Annibale Padovano als erster Organist am Markusdom in Venedig tätig. Neben dieser offiziellen Tätigkeit tritt er regelmäßig in den Palazzi venezianischer Adliger auf, z. B. in der Ca' Zantani, die auch von Parabosco, Padovano und anderen Virtuosen frequentiert wird. Merulo tritt außerdem als Komponist von Vokalwerken in Erscheinung, vor allem von Madrigalen, sowie von Motetten und Messen.
- Giovanni Battista Mosto, der 1568 eine Anstellung als Zinkenist und Posaunist in der Münchener Hofkapelle unter Orlando di Lasso hatte, lebt seit 1569 wieder in Udine, gehört seit 1570 zu den Stadtpfeifern und hat seit 1573 den Auftrag, die Stadtkapelle neu zu ordnen und den Chorknaben der Kathedrale das Spielen der verschiedenen Instrumente beizubringen.
- Gioseffo Zarlino, der bei Adrian Willaert in Venedig studiert hat, ist seit 1565 – in der Nachfolge von Cypriano de Rore – Kapellmeister am Markusdom in Venedig. Er hat diese Stelle bis zu seinem Ableben 1590 inne.

### Königreich Polen und Großfürstentum Litauen

#### Hofkapelle von Anna Jagiellonica / Stephan Báthory
- Krzysztof Klabon ist seit 1565 Lautenist der königlichen Hofkapelle in Krakau. Von 1576 bis 1601 ist er, mit einer kurzzeitigen Unterbrechung durch den Italiener Luka Marenzio 1596, Direktor der königlichen Kapelle.

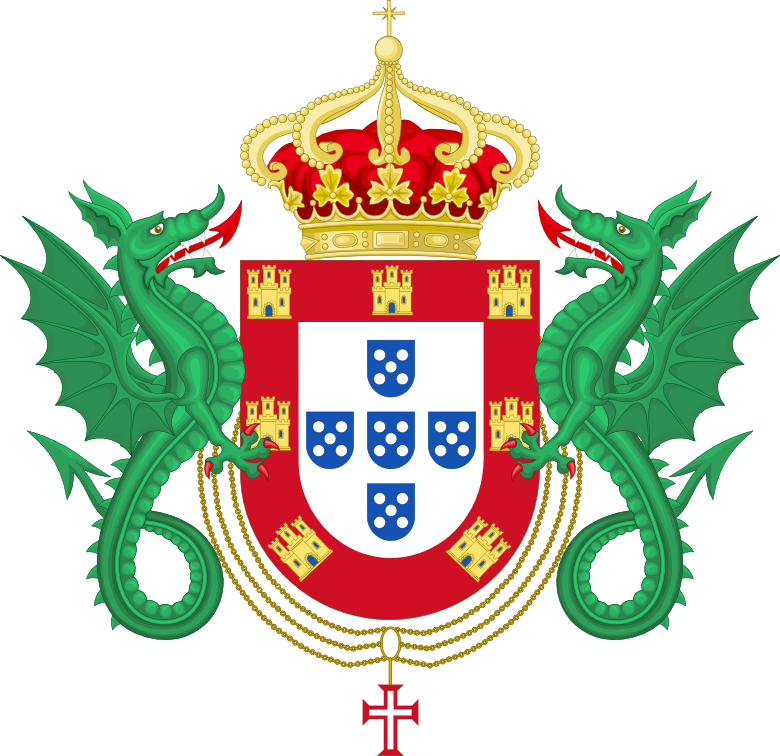
Wappen des Königreichs Portugal (1640–1910)

#### Posen
- Jan Brandt ist seit 1571 Mitglied des Jesuitenordens.

#### Sandomierz
- Mikołaj Gomółka, der als königlicher Fistulator (hervorragende Instrumentalist des Königs) Mitglied der Hofkapelle von König Sigismund II. August von Polen war, hat 1563 den Hof verlassen und ist die folgenden 15 Jahre in seiner Geburtsstadt Sandomierz in einigen außermusikalischen Bereichen tätig.

### Königreich Portugal

#### Hofkapelle von Sebastian I.
- António Carreira ist seit der Thronbesteigung des 14-jährigen Königs Dom Sebastiaõ 1568, Kapellmeister und Magisterio in Lissabon. Es ist nicht genau bekannt, aber wahrscheinlich, dass es zu dieser Zeit mindestens zwei Kapellen gibt, eine für den König und eine für Dona Catarina bzw. für Dom Henrique, denn es gibt zwischen 1562 und 1580 neben Carreira noch einen zweiten Kapellmeister: den Flamen Rinaldo del Mel.
- Miguel de Fuenllana dient von 1574 bis 1578 als Kammermusiker bei König Sebastian I. von Portugal mit dem beachtlich hohen Jahresgehalt von 100.000 Maravedís.
- Rinaldo del Mel, der in Mechelen lebte und seit dem 3. März 1562 Mitglied der Singschule der Kathedrale Saint-Rombaud war, hat seine Heimat verlassen und wirkt vermutlich seit 1572 am königlichen Hof in Lissabon als maestro unter König Sebastian I.

Wappen von Philipp II.

### Königreich Spanien

#### Hofkapelle von Philipp II.
- Philippe Rogier, der seine erste musikalische Ausbildung an der Kathedrale seiner Geburtsstadt Arras erhalten hatte, ist 1572 mit Gérard de Turnhout – seit 1571 Kapellmeister der capilla flamenca des spanischen Königs Philipp II. – und anderen jugendlichen Sopranisten nach Madrid gereist und wurde am dortigen Königshof eingeführt. In Madrid kann er in den folgenden Jahren als jugendlicher Sänger seine musikalische Ausbildung vervollständigen.
- Gérard de Turnhout, der seit 1562 an der Liebfrauenkirche Antwerpen tätig war und hier seit 1563 die Position eines Musikmeisters (maître de musique) in der Nachfolge von Antoine Barbé bekleidete, ist seit 1572 Kapellmeister der Capilla flamenca von König Philipp II. von Spanien in Madrid. In diesem Amt bleibt er bis zu seinem Tod im September 1580.
- Cornelis Verdonck, der seine erste musikalische Ausbildung als Kapellknabe vermutlich an der Kathedrale Notre-Dame in Antwerpen unter Gérard de Turnhout bekam, gelangt im Zuge der Anwerbung von Sängerknaben für die Capilla flamenca zusammen mit Philippe Rogier im Jahr 1572 nach Madrid an die Hofkapelle des spanischen Königs Philipp II., wo er für etwa acht Jahre bleibt.

#### La Seu d’Urgell
- Joan Brudieu ist seit 1548 Kapellmeister auf Lebenszeit der Kathedrale von La Seu d’Urgell. Diese Position behält er – mit Unterbrechungen – bis kurz vor seinem Tode 1591.

#### Segovia
- Sebastián de Vivanco, der wahrscheinlich seine musikalische Ausbildung ebenso wie sein etwas älterer Zeitgenosse Tomás Luis de Victoria an der Kathedrale von Ávila erhielt und seine erste bekannte Stelle als Kapellmeister der Kathedrale von Lérida hatte, gibt diesen Posten 1576 auf, um als Kapellmeister an die Kathedrale von Segovia zu gehen.

#### Sevilla
- Francisco Guerrero ist seit 1574 Kapellmeister an der Kathedrale von Sevilla.
- Alonso Mudarra ist seit dem 18. Oktober 1546 Kanoniker an der Kathedrale von Sevilla. In dieser Stadt hat er einen bedeutenden Einfluss auf das Musikleben und bleibt dort noch 34 Jahre bis an sein Lebensende. Zu seinen Aufgaben an der Kathedrale gehört die Leitung aller musikalischen Aktivitäten. Hierzu gehören die Beauftragung von Instrumentalisten, der Kauf und die Leitung des Aufbaus einer neuen Orgel und die enge Zusammenarbeit mit Komponisten für die vielfältigen festlichen Anlässe.

#### Valladolid
- Esteban Daza, der in Valladolid lebt und im Juni 1575 die Lizenz zur Herausgabe seines Werks Libro de música erhalten hat, lässt das Werk von Diego Fernández de Córdoba drucken. Der Vertrag zwischen beiden Parteien, unterzeichnet am 13. Januar 1576, vereinbart eine Auflage von 1500 Stück zum Preis von 1575 reales; der Druck wird am 12. April fertiggestellt. Gewidmet ist das Werk Hernando de Hálabos de Soto, einem Freund der Familie und Anwalt in der Real Chancillería, welcher auch dem obersten Rat von König Philipp II. angehört.

### Vizekönigreich Neuspanien
- Hernando Franco, der – gemäß eines Beleges aus dem Jahr 1571 – maestro de capilla der Kathedrale von Santiago de Guatemala war und diesen Posten 1574 verlassen hat und nach Mexiko gegangen ist, hat seit 1575 die Stelle des maestro de capilla der neuen Kathedrale von Mexiko-Stadt.

## Instrumentalmusik

### Für Cembalo

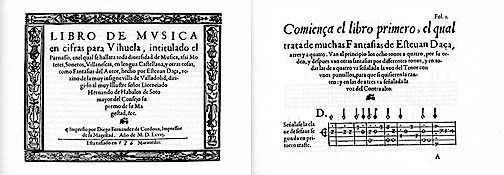
Titelseiten des Libro de música, intitulato el Parnasso von Esteban Daza

- Antonio Valente – Intavolatura de cimbalo, Neapel: Noten und Audiodateien im International Music Score Library Project; darin:
  - Lo Ballo dell’Intorcia: Noten und Audiodateien im International Music Score Library Project

### Für Vihuela
- Esteban Daza – Libro de música en cifras para Vihuela, intitulato el Parnasso in drei Büchern, Valladolid: Noten und Audiodateien im International Music Score Library Project (notiert sind die Bücher in der üblichen spanischen Tabulatur; die Einleitung ist eine Paraphrase des Werks Los seys libros del Delphín de música de cifras para tañer Vihuela von Luis de Narváez, Valladolid 1538)
  - Buch 1: 21 Fantasien, davon 17 im imitativen Stil und vier in langen Passagen „zur Entwicklung der Hände“
  - Buch 2: Intabulierungen von Motetten und weltlichen Werken, wörtliche Übertragungen mit wenigen kadenzierenden Verzierungen, wobei jeweils die Stimme, die vom Spieler gesungen werden kann, gekennzeichnet ist. Es sind sechs Stücke aus den Motetta in quatuor vocem nunquam hactenus impressa von S. Boyleau enthalten, ferner sieben Stücke von Pedro und Francisco Guerrero, G. Basurto, Jean Richafort, Jean Maillard und Thomas Crecquillon
  - Buch 3: eine Romanze, 13 sonetos und villanescas von Rodrigo de Ceballos, Francisco de Guerrero, Juan Navarro und Pedro Ordóñez, außerdem 11 Villancicos und zwei französische Chansons

## Vokalmusik

### Geistlich
- Giammateo Asola
  - Vespertina majorem solennitatum psalmodia zu sechs Stimmen, Venedig: Girolamo Scotto
  - Messa pro defunctis a quattro voci pari, Venedig: Angelo Gardano: Noten und Audiodateien im International Music Score Library Project
  - Virgine bella zu drei Stimmen, Venedig: Angelo Gardano: Noten und Audiodateien im International Music Score Library Project
- Thomas Crécquillon – Motetten zu vier, fünf, sechs und acht Stimmen, Löwen: Pierre Phalèse (posthum veröffentlicht)
- Andrea Gabrieli – Ecclesiasticum Cantionum quatuor vocum omnibus sanctorum solemnitatibus deservientium. Liber primus, Venedig: Angelo Gardano: Noten und Audiodateien im International Music Score Library Project; darin:
  - Angeli, Archangeli zu vier Stimmen: Noten und Audiodateien im International Music Score Library Project
  - Angelus ad pastores ait zu vier Stimmen: Noten und Audiodateien im International Music Score Library Project
  - Angelus ad pastores ait a 7: Noten und Audiodateien im International Music Score Library Project
  - Beatus vir qui inventus est zu vier Stimmen: Noten und Audiodateien im International Music Score Library Project
  - Beatus vir, qui suffert tentationem zu vier Stimmen: Noten und Audiodateien im International Music Score Library Project
  - Diligam te, Domine zu vier Stimmen: Noten und Audiodateien im International Music Score Library Project
  - Ecclesiam tuam Domine zu vier Stimmen: Noten und Audiodateien im International Music Score Library Project
  - Ego rogabo patrem zu vier Stimmen: Noten und Audiodateien im International Music Score Library Project
  - Filiae Hierusalem zu vier Stimmen: Noten und Audiodateien im International Music Score Library Project
  - Fuit homo missus a Deo zu vier Stimmen: Noten und Audiodateien im International Music Score Library Project
  - Hi sunt qui cum mulieribus zu vier Stimmen: Noten und Audiodateien im International Music Score Library Project
  - Hodie completi sunt zu vier Stimmen: Noten und Audiodateien im International Music Score Library Project
  - Hodie Simon Petrus zu vier Stimmen: Noten und Audiodateien im International Music Score Library Project
  - Levita Laurentius zu vier Stimmen: Noten und Audiodateien im International Music Score Library Project
  - Magnum hereditatis mysterium zu vier Stimmen: Noten und Audiodateien im International Music Score Library Project
  - Mulier, quae erat in civitate peccatrix zu vier Stimmen: Noten und Audiodateien im International Music Score Library Project
  - O crux fidelis zu vier Stimmen: Noten und Audiodateien im International Music Score Library Project
  - O quam metuendus zu vier Stimmen: Noten und Audiodateien im International Music Score Library Project
  - Oravit Sanctus Andreas zu vier Stimmen: Noten und Audiodateien im International Music Score Library Project
  - Patefactae sunt ianuae coeli zu vier Stimmen: Noten und Audiodateien im International Music Score Library Project
  - Puelle saltanti imperavit mater zu vier Stimmen: Noten und Audiodateien im International Music Score Library Project
  - Sacerdos et Pontifex zu vier Stimmen: Noten und Audiodateien im International Music Score Library Project
  - Sancta et immaculata Virginitas zu vier Stimmen: Noten und Audiodateien im International Music Score Library Project
  - Te Deum Patrem ingenitum zu vier Stimmen: Noten und Audiodateien im International Music Score Library Project
  - Tollite jugum meum zu vier Stimmen: Noten und Audiodateien im International Music Score Library Project
  - Veni sponsa Christi zu vier Stimmen: Noten und Audiodateien im International Music Score Library Project
  - Videntes stellam Magi zu vier Stimmen: Noten und Audiodateien im International Music Score Library Project
  - Viri Sancti zu vier Stimmen: Noten und Audiodateien im International Music Score Library Project
- Marc’Antonio Ingegneri – Sacrarum cantionum cum 5 vocibus, Venedig: Angelo Gardano; darin:
  - Beata viscera Mariae Virginis zu fünf Stimmen: Noten und Audiodateien im International Music Score Library Project
  - Nimis exaltatus es super omnes Deos zu fünf Stimmen: Noten und Audiodateien im International Music Score Library Project
  - O sacrum convivium zu fünf Stimmen: Noten und Audiodateien im International Music Score Library Project
  - Peccantem me quotidie zu fünf Stimmen: Noten und Audiodateien im International Music Score Library Project
  - Responsories zu fünf Stimmen: Noten und Audiodateien im International Music Score Library Project
  - Sancti Dei omnes zu fünf Stimmen: Noten und Audiodateien im International Music Score Library Project
  - Surge propera amica mea zu fünf Stimmen: Noten und Audiodateien im International Music Score Library Project
- Orlando die Lasso
  - Patrocinium musices, Teil 5, München: Adam Berg: Noten und Audiodateien im International Music Score Library Project (eine Sammlung von Magnificats zu vier, fünf, sechs und acht Stimmen); darin:
    - Magnificat primi toni zu vier Stimmen, LV 555: Noten und Audiodateien im International Music Score Library Project
    - Magnificat septimi toni zu acht Stimmen, LV 559: Noten und Audiodateien im International Music Score Library Project
    - Magnificat sexti toni zu acht Stimmen, LV 558: Noten und Audiodateien im International Music Score Library Project

  - Falsobordone tertii toni zu fünf Stimmen, LV Anh.42: Noten und Audiodateien im International Music Score Library Project
  - Missa Paschalis zu fünf Stimmen, LV Anh.96: Noten und Audiodateien im International Music Score Library Project
  - Missa super Qui la dira zu fünf Stimmen, LV Anh.97: Noten und Audiodateien im International Music Score Library Project
- Leonhard Lechner – Newe Teutsche Lieder zu drey Stimmen nach art der Welschen Villanellen, Nürnberg: Katharina Gerlach; Johann Bergs Erben: Noten und Audiodateien im International Music Score Library Project
- Giovanni de Macque – Motectorum quinque, sex et octo vocum, liber primus, Venedig
- Tiburtio Massaino
  - Concentus in universos psalmos … in vesperis omnium festorum per totum annum frequentatos, cum 3 Magnificat, 5, 9vv (1576 und 1588)
  - Motectorum liber primus zu fünf und sechs Stimmen
- Leonhard Paminger – Tertius tomus ecclesiasticarum cantionum... , Nürnberg (posthum veröffentlicht)
- Bonifacio Pasquale – I salmi che si cantano tutto l'anno al Vespro a cinque voci et un Magnificat a otto... , Venedig: Girolamo Scotto
- Teodoro Riccio
  - Sacrae cantiones, quas vulgo motecta vocant, quinque, sex, et octo vocum, tum viva voca, tum etiam omnis generis instrumentis cantatu commodissimae, Nürnberg: Katharina Gerlach (1576 und 1580): Noten und Audiodateien im International Music Score Library Project
  - Missae sex, München (Verlorene, vermutlich beim Münchner Drucker Adam Berg gedruckte Sammlung mit sechs fünf- und sechsstimmigen Messen, die sich jedoch in einer Abschrift aus Breslau erhalten hat); darin:
    1. Missa super Aveque vous
    2. Missa super Io mi son giovenetta
    3. Missa ad aequales
    4.  Missa super Au premier jour
    5. Missa super O passi sparsi
- Melchior Schramm – Sacrae cantiones quinque et sex vocum, tum viva voce, tum omnis generis instrumentis cantatu commodissimae, Nürnberg: Katharina Gerlach: Noten und Audiodateien im International Music Score Library Project
- Leonhart Schröter
  - ein Tadeum
  - Cantiones suavissimae, Erfurt: Georg Baumann (1576 und 1580): Noten und Audiodateien im International Music Score Library Project
- Jacobus Vaet – Missa super Si me tenez zu sechs Stimmen: Noten und Audiodateien im International Music Score Library Project
- Ivo de Vento – Missa super Surrexit pastor bonus zu fünf Stimmen: Noten und Audiodateien im International Music Score Library Project
- Tomás Luis de Victoria – Liber primus qui missas, psalmos, Magnificat ..., Venedig: Angelo Gardano; darin:
  - Ardens est cor meum zu sechs Stimmen: Noten und Audiodateien im International Music Score Library Project
  - Missa Ave maris stella zu vier Stimmen: Noten und Audiodateien im International Music Score Library Project
  - Missa de Beata Maria zu fünf Stimmen: Noten und Audiodateien im International Music Score Library Project
  - Missa Dum complerentur zu sechs Stimmen: Noten und Audiodateien im International Music Score Library Project
  - Missa Gaudeamus zu sechs Stimmen: Noten und Audiodateien im International Music Score Library Project
  - Missa Simile est regnum zu vier Stimmen: Noten und Audiodateien im International Music Score Library Project
  - Nigra sum zu sechs Stimmen: Noten und Audiodateien im International Music Score Library Project
  - Nisi Dominus für zwei gemischte Chöre: Noten und Audiodateien im International Music Score Library Project
  - O Domine Jesu Christe zu sechs Stimmen: Noten und Audiodateien im International Music Score Library Project
  - Regina caeli laetare zu acht Stimmen: Noten und Audiodateien im International Music Score Library Project
  - Salve Regina zu acht Stimmen: Noten und Audiodateien im International Music Score Library Project
  - Salve Regina I zu fünf Stimmen: Noten und Audiodateien im International Music Score Library Project
  - Super flumina Babylonis für zwei gemischte Chöre: Noten und Audiodateien im International Music Score Library Project

### Geistlich und Weltlich
- Orlando die Lasso – Les meslanges d'Orlande de Lassus; darin:
  - Bestia curvafia pulices zu fünf Stimmen, LV 588: Noten und Audiodateien im International Music Score Library Project
  - Ove le luci giro un tenebros’ horrore zu fünf Stimmen, LV 587: Noten und Audiodateien im International Music Score Library Project

### Weltlich
- Lodovico Balbi – zweites Buch der Madrigale zu vier Stimmen, Venedig: Angelo Gardano
- Antoine de Bertrand – Les amours de Pierre Ronsard zu drei Stimmen, Paris: Le Roy & Ballard (ein Chanson-Zyklus mit Texten aus Les Amours von Pierre de Ronsard)
- Guillaume Boni – Sonetz de Pierre de Ronsard mis en musique à quatre parties: Noten und Audiodateien im International Music Score Library Project; darin:
  - Ha, bel accueil zu vier Stimmen: Noten und Audiodateien im International Music Score Library Project
  - J’espère et crains zu vier Stimmen: Noten und Audiodateien im International Music Score Library Project
- Fabrice Caietain – Airs zu vier Stimmen, Paris: Le Roy & Ballard (enthält Vertonungen von Gedichten von Ronsard und anderen zeitgenössischen Dichtern)
- Jean de Castro – Chansons, odes, et sonetz de Pierre Ronsard, Löwen: Pierre Phalese: Noten und Audiodateien im International Music Score Library Project; darin:
  - Ah! je meurs zu vier Stimmen: Noten und Audiodateien im International Music Score Library Project
- Jehan Chardavoine – Le recueil des plus belles et excellentes chansons, Paris: Claude Micard: Noten und Audiodateien im International Music Score Library Project; darin:
  - Mignonne: Noten und Audiodateien im International Music Score Library Project
  - Une jeune fillette: Noten und Audiodateien im International Music Score Library Project
- Angelo Gardano (Hrsg.) – Musica di XIII autori illustri a 5, Venedig: Angelo Gardano
  - Andrea Gabrieli
    - Caro dolce ben mio zu fünf Stimmen: Noten und Audiodateien im International Music Score Library Project
    - Rimanti amor, in sempiterno oblio zu fünf Stimmen: Noten und Audiodateien im International Music Score Library Project

  - Orlando di Lasso – Chi no'l sà zu fünf Stimmen, LV 590: Noten und Audiodateien im International Music Score Library Project
  - Claudio Merulo – Io non potria goder gioia perfetta zu fünf Stimmen: Noten und Audiodateien im International Music Score Library Project
  - Giovanni Pierluigi da Palestrina – Soave sia il morir per viver sempre zu fünf Stimmen: Noten und Audiodateien im International Music Score Library Project
  - Alessandro Striggio – Mentre nel più felice è lieto stato zu fünf Stimmen: Noten und Audiodateien im International Music Score Library Project
  - Giaches de Wert – D'un sì bel foco e d'un sì nobil laccio zu fünf Stimmen: Noten und Audiodateien im International Music Score Library Project
- Orlando di Lasso
  - drittes Buch schöner, neuer, teutscher Lieder zu fünf Stimmen, München: Adam Berg
  - La nuict froide et sombre zu vier Stimmen, LV 578: Noten und Audiodateien im International Music Score Library Project
  - Sauter, danser, faire des tours zu vier Stimmen, LV 577: Noten und Audiodateien im International Music Score Library Project
  - Si pour moy avez du souci zu vier Stimmen, LV 572: Noten und Audiodateien im International Music Score Library Project
- Leonhard Lechner – Newe Teutsche Lieder zu drei Stimmen
- Luzzasco Luzzaschi – zweites Buch der Madrigale zu fünf Stimmen, Venedig: Angelo Gardano; darin:
  - Quivi sospiri zu fünf Stimmen: Noten und Audiodateien im International Music Score Library Project
- Giovanni de Macque – Il primo libro de madrigali a sei voci, Venedig: Angelo Gardano
- Philippe de Monte – Madrigali a 6 voci, Libro 3, Venedig: Antonio Gardano: Noten und Audiodateien im International Music Score Library Project
- Jakob Regnart
  - Ach hertzes hertz zu drei Stimmen: Noten und Audiodateien im International Music Score Library Project
  - Ach schwacher geist zu drei Stimmen: Noten und Audiodateien im International Music Score Library Project
  - Ein lieb nit mehr hat in mein herzen Stat zu drei Stimmen: Noten und Audiodateien im International Music Score Library Project
  - End hat der streit, der thorheit ist genug zu drei Stimmen: Noten und Audiodateien im International Music Score Library Project
  - Glaub nicht, das ich kündt sein so gar vermessen zu drei Stimmen: Noten und Audiodateien im International Music Score Library Project
  - Ich hab vermeint zu drei Stimmen: Noten und Audiodateien im International Music Score Library Project
  - Kanst du gen mir so große falschheit üben zu drei Stimmen: Noten und Audiodateien im International Music Score Library Project
  - Kein grösser freud kan sein auff dieser erden zu drei Stimmen: Noten und Audiodateien im International Music Score Library Project
  - Lieb und vernunfft die hand bey mir ein Streit zu drei Stimmen: Noten und Audiodateien im International Music Score Library Project
  - Mein mund der singt zu drei Stimmen: Noten und Audiodateien im International Music Score Library Project
  - Mit leid bin ich gleich einem last beschwert zu drei Stimmen: Noten und Audiodateien im International Music Score Library Project
  - Nun bin ich einmal frey zu drei Stimmen: Noten und Audiodateien im International Music Score Library Project
  - Nun hab ich doch einmal erlebt die Stund zu drei Stimmen: Noten und Audiodateien im International Music Score Library Project
  - Nun sih ich mich an dir zu drei Stimmen: Noten und Audiodateien im International Music Score Library Project
  - Ohn dich muß ich mich aller freuden zu drei Stimmen: Noten und Audiodateien im International Music Score Library Project
  - Venus, du und dein kind zu drei Stimmen: Noten und Audiodateien im International Music Score Library Project
  - Von nöthen ist, daß ich jetzt trag gedult zu drei Stimmen: Noten und Audiodateien im International Music Score Library Project
  - Wann ich gedenck der Stund 1 zu drei Stimmen: Noten und Audiodateien im International Music Score Library Project
  - Wer sehen will zwen lebendige Brunnen zu drei Stimmen: Noten und Audiodateien im International Music Score Library Project
  - Wer sich mit liebessucht empfind besessen zu drei Stimmen: Noten und Audiodateien im International Music Score Library Project
  - Wer wirdet trösten mich zu drei Stimmen: Noten und Audiodateien im International Music Score Library Project
- Girolamo Vespa – Poi che lasciand'i sette colli e l'acque zu fünf Stimmen: Noten und Audiodateien im International Music Score Library Project

## Geboren

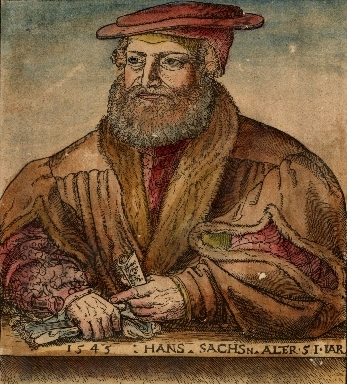
Hans Sachs; † 19. Januar

### Genaues Geburtsdatum unbekannt
- Thomas Weelkes, englischer Komponist und Organist († 1623)

## Gestorben

### Todesdatum gesichert
- 19. Januar: Hans Sachs, deutscher Spruchdichter, Meistersinger und Dramatiker (* 1494)

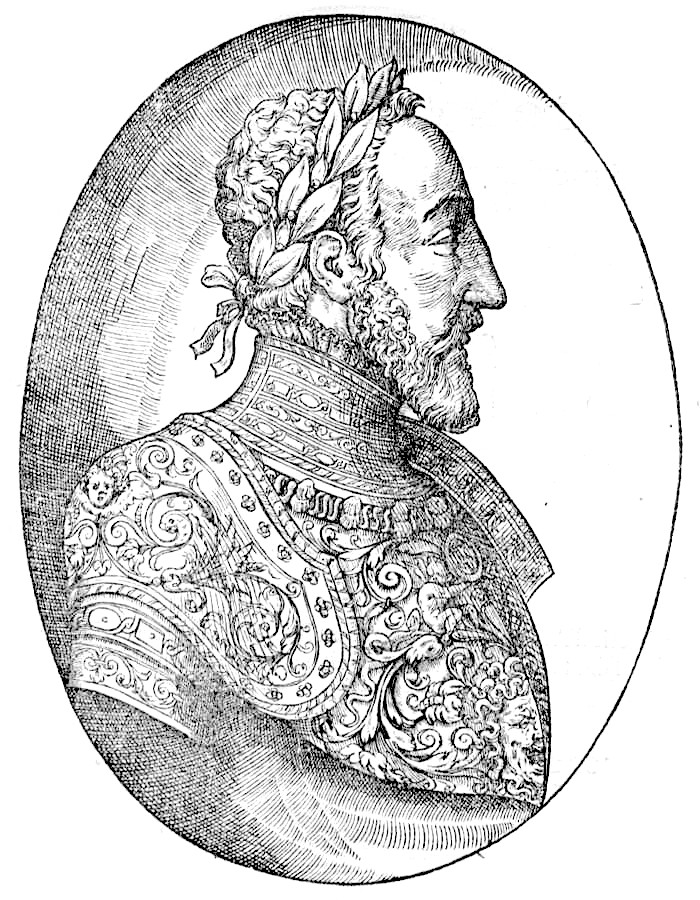
Valentin Bakfark; † 15. August

- 15. August: Valentin Bakfark, ungarischer Lautenist und ein Instrumentalkomponist (* 1507)
- 30. November: Wolfgang Hilliger, deutscher Geschütz- und Glockengießer (* 1511)

### Genaues Todesdatum unbekannt
- David Ebel, deutsch-dänischer Musiker und Komponist (* unbekannt)

### Gestorben um 1576

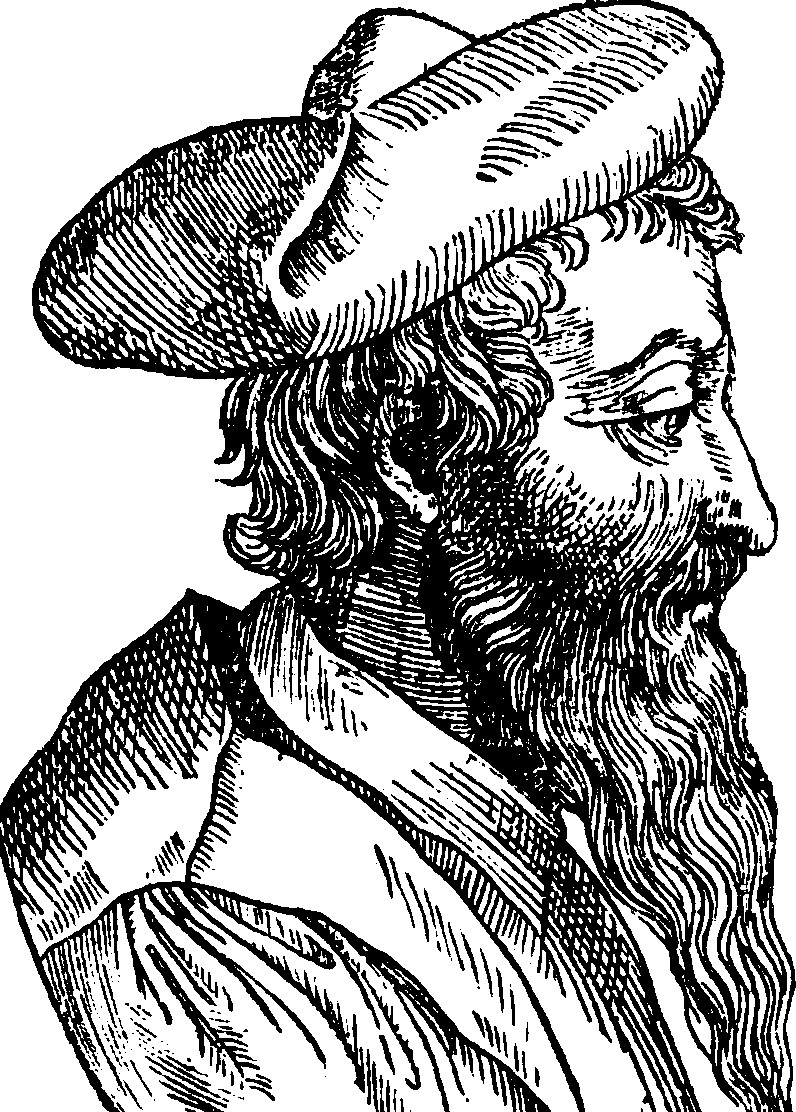
Nicola Vicentino

- Josquin Baston, franko-flämischer Komponist (* um 1515)
- Nicola Vicentino, italienischer Komponist und Musiktheoretiker (* 1511)

### Gestorben nach 1576
- Lorenz Wessel, deutscher Kürschner und Meistersinger (* 1529)
- Jan van Wintelroy, franko-flämischer Komponist und Chormeister (* vor 1520)